# Upplands runinskrifter 1086
Upplands runinskrifter 1086 är en försvunnen vikingatida runsten som funnits i Högsta, Bälinge socken och Uppsala kommun. Stenen har varit försvunnen länge, åtminstone sedan mitten av 1800-talet. Ristningen har avbrutits och runslingans nedre vänstra del innehåller inga runor. Erik Brate attribuerar ristningen till Öpir. Stilen är Öpirs och ristaren utelämnar ordet "sin" innan ordet "fader", något Öpir gjorde på U 984.

## Inskriften
Translitterering av runraden:
[iufur × lit raisa · stain at · uikbiarn faþur]
Normalisering till runsvenska:
Iofurr let ræisa stæin at Vigbiorn, faður.
Översättning till nusvenska:
Jovur lät resa stenen efter Vigbjörn, fader.